# دم اسبی

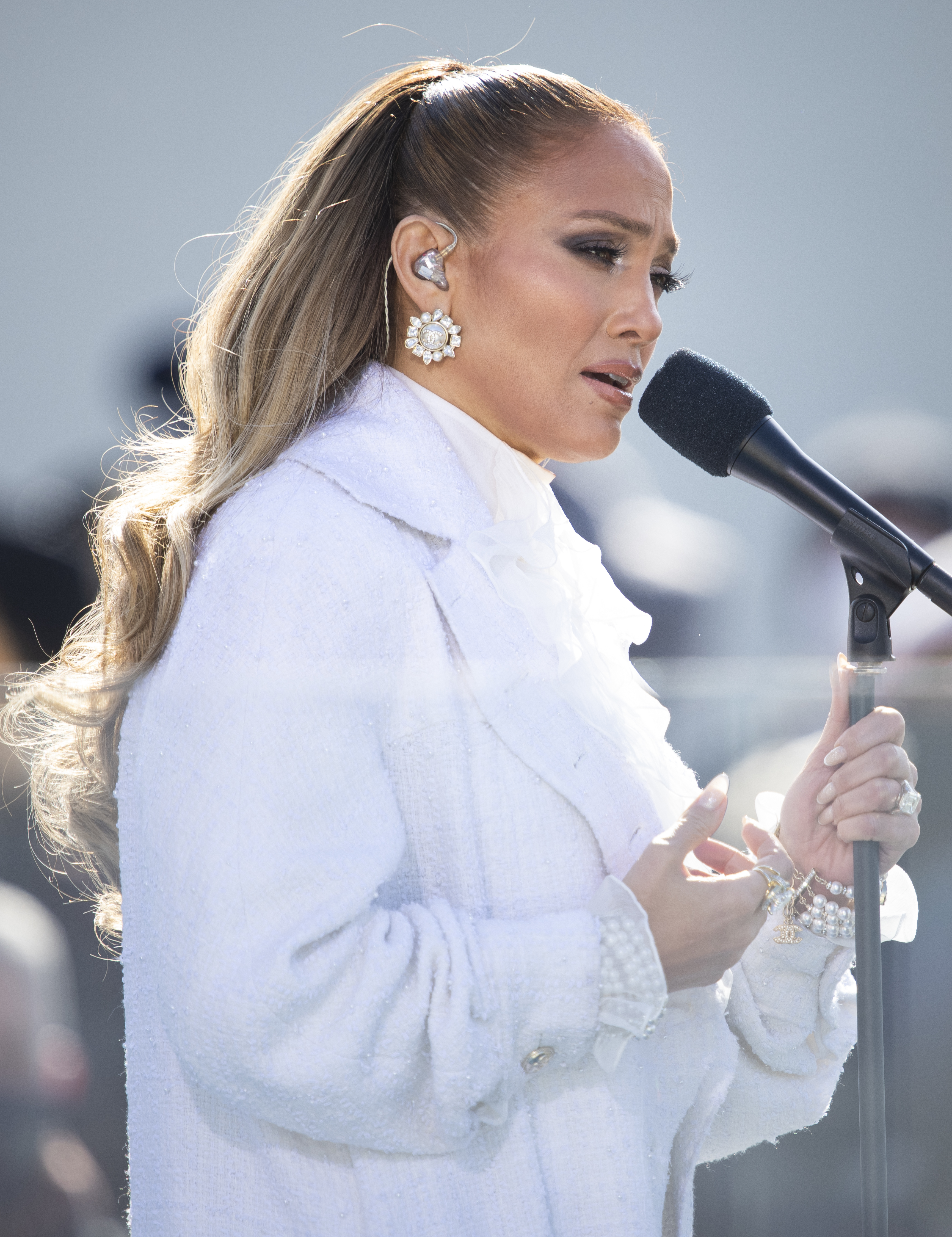
مدل موی دم اسبی جنیفر لوپز در مراسم تحلیف بایدن، ژانویه ۲۰۲۱

دُم اسبی یا پونی تِیل (به انگلیسی: Ponytail)، مدلی که موی بلند در آن پشت‌کشیده و گره‌خورده به پشت سر می‌شود؛ بنابراین، به مانند دُم اسب می‌افتد. این مدل از دیرباز نوعی آرایش مناسب کلاسیک مو برای دختران شمرده می‌شده. چینی‌ها با ساختن و به‌کاربردن یک قلاب پلاستیکی بسیار ساده، تنوعی تازه و مدل‌های جالب در دم‌اسبی‌کردن موها به وجود آوردند. آمریکایی‌ها با ساختن این قلاب پلاستیکی و تبلیغات گسترده، آن را به دیگر جاها صادر کردند؛ هر کارخانه‌ای نیز نامی روی آن گذاشت؛ مانند:تاپسی‌تیل، پونی‌تیل، فونی‌تیل و غیره که واژهٔ پونی‌تیل بیشتر به کار می‌رود.
معمولاً آن‌هایی که بسیار به شیوهٔ دم اسبی تنگ علاقه دارند، به کشش آلوپسی دچار می‌شود، یا ریزش مو. گه‌گاه ممکن است باعث سردرد نیز بشود.: 761 : 645 